# N53 (België)
De N53 is een gewestweg in België tussen de plaatsen Charleroi (R9) en Chimay (N99). De weg is ongeveer 48 kilometer lang.
De weg is grotendeels twee rijstroken voor beide rijrichtingen samen. Tussen Rance en Chimay zijn ook enkele stukken afwisselend 2+1 rijstroken. 

## Plaatsen langs N53
- Charleroi
- Montignies-le-Tilleul
- Bomerée
- Bout-la-Haut
- Gozée
- Beaumont
- Court-Tournant
- Rance
- Chimay

## Aftakkingen

### N53a
De N53a is een stuk van 1,3 kilometer tussen de N594 en de N595 bij Chimay. De N53a loopt parallel met de N53.

### N53b
De N53b is een verbindingslus in Charleroi van ongeveer 170 meter. De lus verbindt de Rue de la Villette met de Avenue Paul Pastur. Door deze lus kan het verkeer afkomstig van de Rue de la Villette zonder stoplichten de N53 oprijden in de richting van Beaumont.

### N53c
De N53c is een eenrichtingsweg in de plaats Beaumont. De weg heeft een lengte van 300 meter. Doordat de N53 door Beaumont gaat is er een deel hiervan vanwege de smalheid van de straten eenrichtingsverkeer. De N53 verloopt dan van noordelijke naar zuidelijke richting. De N53c is de verbinding die van zuid naar noord gaat.